# Telluropyrylium
Telluropyrylium je kation se vzorcem C5H5Te+, analog pyryliového kationtu, ve kterém je atom kyslíku nahrazen tellurem.

## Názvosloví a číslování
Tento ion byl původně nazýván tellurapyrylium, což byl však zavádějící název, protože předpona „tellura“ označuje, že tellur nahrazuje atom uhlíku, ve skutečnosti nahrazuje atom kyslíku pyryliového iontu. V Hantzschově-Widmanově názvosloví se používá název tellurinium.
Při číslování telluropyryliového kruhu má atom telluru číslo 1 a uhlíkové atomy se číslují 2 až 6. Polohy vedle chalkogenu, s čísly 2 a 6, se také často označují α, dvě sousední (3 a 5) jako β a protilehlému uhlíku v pozici 4 se přiřazuje písmeno γ.

## Výskyt
Protože je telluropyrylium kladně nabité, tak vyvtáří soli s nenukleofilními anionty, například chloristany, tetrafluorboritany, fluorsulfonáty a hexafluorfosforečnany.

## Vlastnosti
Kladný náboj se nenachází pouze na atomu telluru, ale je rozdělen mezi několik rezonančních struktur, takže se nachází částečný kladný náboj i v polohách α a γ. Nukleofilní ataky probíhají právě na těchto uhlíkových atomech.
Tvar molekuly telluropyrylia není přesně šestiúhelníkový, protože vazby na atom telluru mají délky okolo 206,8 pm a vazby mezi uhlíky jsou přibližně 140 pm dlouhé. Vazebný úhel na atomu telluru činí 94°, úhly mezi α a γ uhlíky jsou kolem 122° a u polohy β činí 129°. Celý cyklus vytváří lodičkovou konformaci s úhlem 8,7° na ose Te-γ (tyto hodnoty odpovídají krystalové struktuře monomethinfluoroboritanu tetrafenyltelluropyrylium-pyrylia).

## Podobné sloučeniny
Ke kondenzovaným cyklům obsahujícím telluropyryliový kruh patří mimo jiné tellurochromenylium, telluroflavylium a telluroxanthylium.